# Reginald Drax
Reginald Aylmer Ranfurly Plunkett-Ernle-Erle-Drax, né le 28 août 1880 à Marylebone et mort le 16 octobre 1967 à Poole, est un amiral anglo-irlandais,.

## Biographie
Fils cadet du 17e baron de Dunsany, il a été directeur du Collège d'état-major de la marine royale, président de la Commission navale interalliée de contrôle à (Berlin), commandant en chef des bases successives de la Royal Navy. Son frère Edward, qui est devenu le 18e baron de Dunsany, était surtout connu comme le célèbre dramaturge et auteur Lord Dunsany. Edward a hérité des domaines paternels en Irlande, tandis que Reginald a légué la majeure partie de l'héritage de sa mère dans des parties des Antilles, du Kent, du Surrey, du Dorset, du Wiltshire et du Yorkshire. Il a étendu son nom de famille par licence royale spéciale en 1916 et a été noté pour le résultat du quadruple nom, Plunkett-Ernle-Erle-Drax.